# Leo Neiva
Leonardo Martins Neiva (Rio de Janeiro, 10 de dezembro de 1977), mais conhecido como Leo Neiva, é um ex-futebolista e atual treinador de futebol brasileiro.

## Como jogador
Leo começou sua carreira como atleta de futsal do Fluminense FC. Logo migrou para o futebol de campo onde atuou pela base do Bonsucesso. Outras experiências ainda nas categorias de base se deram por passagens no Jacarepaguá e no Juventude (RS).
Pelo profissional, o meia-atacante defendeu o EC Nova Cidade, clube da cidade de Nilópolis, no Rio de Janeiro. E também acumulou passagens por outros clubes como a Portuguesa Santista e o Vilanovense FC, de Portugal.

## Como treinador
Leo Neiva começou sua carreira como auxiliar técnico do América-RJ em 2007. Em seguida aceitou o convite para assumir a base do Platinum Stars (Royal Bafokeng) da África do Sul que seria o primeiro dos oito trabalhos realizados fora do Brasil.
Após essa experiência, o treinador retornou para o Brasil em 2010 para comandar a equipe do Bonsucesso do Rio de Janeiro. Depois, Leo teve a oportunidade de assumir a base do Yadanarbon FC, time de futebol de Mianmar, onde teve bastante destaque no trabalho com jogadores jovens. Uma grande quantidade deles alcançou a seleção nacional sub-20 que, pela primeira vez na história, participou da Copa do Mundo FIFA Sub-20, na Nova Zelândia, em 2015.
Tal feito o colocou em destaque no país. Seu trabalho foi reconhecido e o mesmo teve a oportunidade de comandar a equipe principal do Rakhine United. Na época, ele foi o treinador mais jovem a assumir um clube profissional em Mianmar, com apenas 34 anos.
Após o fim de contrato com o clube asiático, Leo teve novamente a chance de retornar ao Brasil, onde comandou a equipe do Francana na Série A3 do Campeonato Paulista. O treinador só voltou a comandar um clube brasileiro em 2019, quando aceitou o desafio de comandar o Atlético Itapemirim, equipe do Espírito Santo. Entre essas idas e vindas no país natal, o treinador também aproveitou o tempo para concluir os cursos das Licenças A e Pro da CBF/CONMEBOL.
Leo acumulou uma importante experiência internacional em sua carreira. O treinador já trabalhou em quatro continentes (Ásia, África, América do Norte (Caribe) e América do Sul).  Recentemente teve uma passagem pela Ásia, onde dirigiu o Thai Honda na Premier League da Tailândia. O convite veio após um excelente trabalho realizado em sua segunda passagem pelo Yadanarbon FC.
Na América do Norte, Leo Neiva treinou o Montego Bay United, da Jamaica Premier League, tendo contribuído para o título nacional da temporada (2015/2016). Na África foram duas passagens, a primeira na África do Sul pelo Platinum Stars, onde conquistou a Copa Nelson Mandela em 2009. Mais tarde, na Tanzânia, ele obteve a notável conquista da Liga Nacional da Tanzânia e da Supertaça da Tanzânia em 2014/2015 com o Young Africans como treinador adjunto.

## Seleção de São Cristóvão e Neves
O treinador brasileiro atingiu um feito histórico pela seleção do caribe. Leo levou São Cristóvão e Névis à primeira colocação do Grupo F da primeira fase das eliminatórias da Concacaf para a Copa do Mundo de 2022, sobressaindo em relação as seleções de Trinidad e Tobago, Porto Rico, Bahamas e Guyiana. Essa foi a primeira vez na história que os “Sugar Boyz” chegaram a segunda fase das eliminatórias, sendo a única não cabeça de chave a passar de fase. Sob o comando do técnico, São Cristóvão e Névis foi da 27ª colocação no ranking da Concacaf, para a 21ª posição.

## Títulos
Montego Bay FC
- Campeonato Jamaicano: 2015–16[1]

Young Africans
- Campeonato Tanzaniano: 2014–15
- Copa da Tanzânia 2014–15

Platinum Stars
- Copa Nelson Mandela: 2009